# かりんとう饅頭

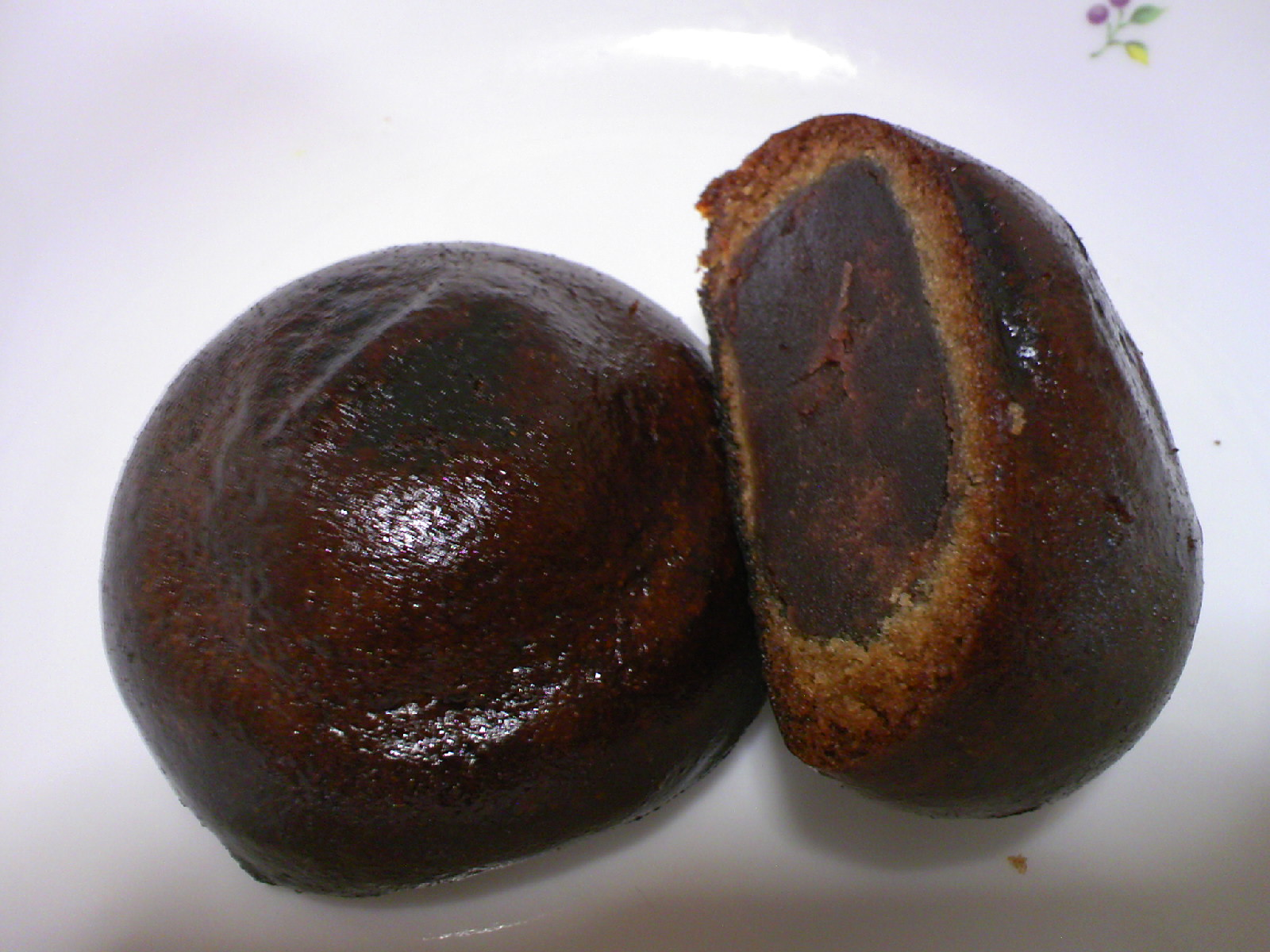
かりんとう饅頭の一例

かりんとう饅頭（かりんとうまんじゅう）は、日本の饅頭菓子の一種。

## 概要
黒糖を練り込んだ生地で甘さ控えめのこしあんを包んだ饅頭を、油で揚げることで作られる。揚げることで表面がカリッとした食感でかりんとうの風味に似ることが特徴である。
福島県田村市の老舗菓子店あくつ屋が2001年に饅頭の皮にエゴマを練りんだ「かりんとう饅頭」を発売したのが発祥とされ、全国ネット番組で紹介されたことから全国に広まり、スーパーやコンビニなどでも販売されるようになった。今では饅頭菓子として定着しつつある。